# Liste der Nummer-eins-Hits in Argentinien (2019)
Diese Liste der Nummer-eins-Hits in Argentinien 2019 basiert auf den offiziellen Chartlisten der Cámara Argentina de Productores de Fonogramas y Videogramas (CAPIF), der argentinischen Landesgruppe der IFPI. Nach Juli 2019 wurden keine Digitalcharts mehr veröffentlicht.

## Singles
| ← 2018 ← | Liste der Nummer-eins-Hits in Argentinien | Liste der Nummer-eins-Hits in Argentinien                                     | Liste der Nummer-eins-Hits in Argentinien                                                                                                 | 2020 →                    |
| \| Zeitraum \| Mt. ges. \| Interpret \| Titel Autor(en) \| Zusätzliche Informationen \| \| (Zeitraum, Monate auf Platz eins, Interpret, Titel, Autor[en], zusätzliche Informationen) \| \| \| \| \| \| ----------------------------------------------------------------------------------------- \| -------- \| ----------------------------------------------------------------------------- \| ----------------------------------------------------------------------------------------------------------------------------------------- \| ------------------------- \| \| Januar 2019 – Februar 2019 2 Monate \| 2 \| Pedro Capó feat. Farruko \| Calma (Remix) Pedro Capó, Carlos Efrén Reyes Rosado, George Noriega, Gabriel Edgar Gonzalez Perez, Franklin Jovani Martínez, Sharo Towers \| – \| \| März 2019 1 Monat \| 1 \| Daddy Yankee feat. Snow \| Con calma Ramón Ayala, Darrin O’Brien, Juan Rivera \| – \| \| April 2019 1 Monat \| 1 \| Dalex, Rafa Pabön & Dimelo Flow feat. Sech, Cazzu, Feid, Khea & Lenny Tavarez \| Pa mí (Remix) \| – \| \| Mai 2019 – Juli 2019 3 Monate \| 3 \| Sech feat. Darell \| Otro trago Carlos Isaias, Morales Williams, Darell Castro \| – \| |                                           |                                                                               | |                           |
| ← 2018 |                                           |                                                                               | | → 2020 →                  |
| Zeitraum | Mt. ges.                                  | Interpret                                                                     | Titel Autor(en) | Zusätzliche Informationen |
| (Zeitraum, Monate auf Platz eins, Interpret, Titel, Autor[en], zusätzliche Informationen) |                                           |                                                                               | |                           |
| Januar 2019 – Februar 2019 2 Monate | 2                                         | Pedro Capó feat. Farruko                                                      | Calma (Remix) Pedro Capó, Carlos Efrén Reyes Rosado, George Noriega, Gabriel Edgar Gonzalez Perez, Franklin Jovani Martínez, Sharo Towers | –                         |
| März 2019 1 Monat | 1                                         | Daddy Yankee feat. Snow                                                       | Con calma Ramón Ayala, Darrin O’Brien, Juan Rivera                                                                                        | –                         |
| April 2019 1 Monat | 1                                         | Dalex, Rafa Pabön & Dimelo Flow feat. Sech, Cazzu, Feid, Khea & Lenny Tavarez | Pa mí (Remix) | –                         |
| Mai 2019 – Juli 2019 3 Monate | 3                                         | Sech feat. Darell                                                             | Otro trago Carlos Isaias, Morales Williams, Darell Castro                                                                                 | –                         |